# BMW R 71
BMW R 71 – produkowany od 1938 do 1941 roku dwucylindrowy (bokser) motocykl niemieckiej firmy BMW. Był następcą modelu R 12. Pojawił się wraz z całą linią zaprezentowaną w tym samym czasie: R 61, R 51, R 66 i R 71. Był całkowicie nową konstrukcją w stosunku do poprzednich 750-tek. Rama, koła kompletne, zawieszenia, zbiornik, błotniki, inne elementy podwozia były zunifikowane z modelami R 51, R 61, R 66. Podobnie skrzynia biegów i przekładnia były we wszystkich ww. modelach zunifikowane. Modele R 61 (sv), R 66 (ohv), R 71(sv) miały zunifikowany silnik ze skokiem wału 78 mm, ale z innym w każdym modelu zestawie cylindrów z osprzętem. Model R 71 przewidziany był do współpracy z wózkiem bocznym, z przeznaczeniem dla wojska. Sprzedano 3458 egzemplarzy w cenie 1595 Reichsmarek. Po zakończeniu produkcji motocykli cywilnych w 1941 roku BMW produkowało wyłącznie modele R 12 i R 75 na potrzeby armii.

## Konstrukcja
Dwucylindrowy dolnozaworowy silnik w układzie przeciwsobnym (bokser) o mocy 22 KM wbudowany wzdłużnie. Centralny wałek rozrządu, smarowanie ciśnieniowe i rozbryzgowe, zasilany 2 gaźnikami Graetzin G24. Suche sprzęgło jednotarczowe połączone z 4-biegową skrzynią biegów, z nożną zmianą (z mechanizmem powracania dźwigni zmiennika (automatem) z dodatkową ręczną dźwigienką zmiany biegów, wskazującą załączone przełożenie („bieg”) skrzynią biegów. Napęd koła tylnego wałem Kardana. Rama ze spawanych elektrycznie rur stalowych z suwakowym zawieszeniem tylnego koła. Przednie zawieszenie to widelec teleskopowy z tłumieniem olejowym. Koła wymienne z ogumieniem 3,59 × 19, hamulce bębnowe o średnicy 200 mm. Prędkość maksymalna zależna od przełożenia w przekładni solo: 125 km/h, z wózkiem bocznym 95 km/h.
Był to ostatni model motocykla BMW z silnikiem dolnozaworowym, konstruowany z przeznaczeniem militarnym, do użytku w standardowych, ale trudnych warunkach eksploatacyjnych z użyciem materiałów eksploatacyjnych niskiej jakości. Te założenia związane były z zaplanowaną już wtedy II wojną światową i działaniami militarnymi w Europie na wschód od linii Warty.